# Aeroporto di Parigi Orly
L'Aeroporto di Orly (IATA: ORY, ICAO: LFPO) è un aeroporto francese ubicato 14 km a sud di Parigi, nella regione Île-de-France. È essenzialmente utilizzato per i voli nazionali, europei e i voli con destinazione Maghreb, Medio Oriente e i dipartimenti e regioni d'oltremare francesi.
L'aeroporto di Orly è il secondo aeroporto francese per traffico aereo dopo l'aeroporto di Parigi Roissy - Charles-de-Gaulle, e il decimo in Europa, con 229 335 voli all'anno nel 2006. È suddiviso in due terminal principali: il terminal Sud e il terminal Ouest (4 sale); dispone in tutto di tre piste. L'aeroporto possiede anche un terminal merci e un hangar di manutenzione.
È gestito dalla società Aéroports de Paris (ADP), che gestisce anche gli scali di Roissy e Le Bourget.
La sua ubicazione al centro di un'area densamente popolata (2500 abitanti/km²) non gli permette di espandersi e di svilupparsi ulteriormente.

## Situazione geografica

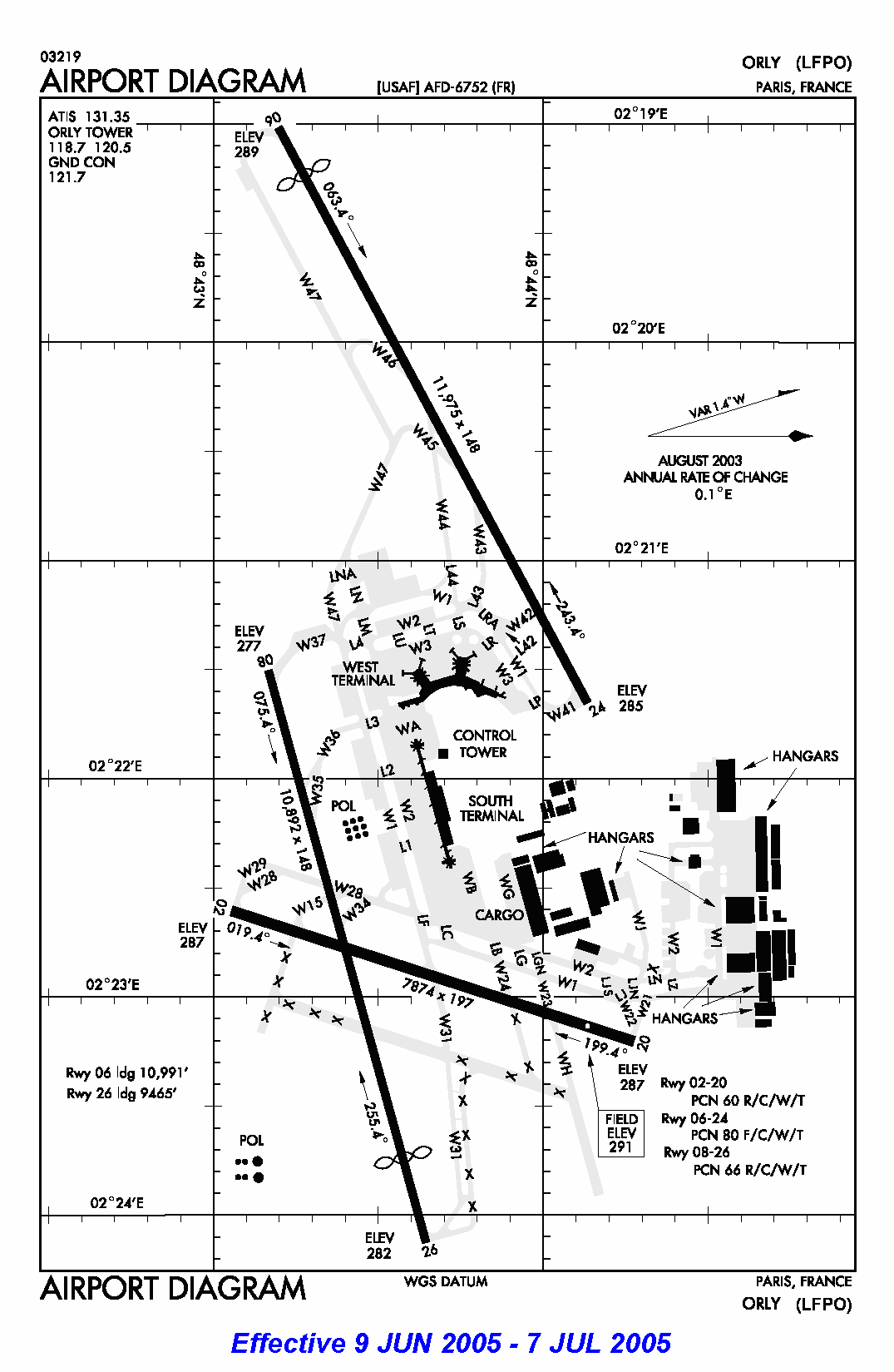
Diagramma dell'aeroporto di Orly. NON UTILIZZARE per l'aviazione generale.

L'aeroporto di Orly è situato a 14 km a sud di Parigi, nel comune di Orly. È costruito su di un tavolato completamente piatto, chiamato tavolato di Longboyau, a un'altitudine di 88 metri. A ovest, qualche piccola collina limita la vista. A est, il tavolato degrada rapidamente sulla Senna. Il clima dell'aeroporto è un clima oceanico attenuato. Le temperature minime sono piuttosto tiepide, andando dai + 4 °C di gennaio ai 19 °C di agosto. Col buon tempo, si può vedere la tour Eiffel e la tour Montparnasse in direzione nord, e le antenne radio di Sainte-Assise a sud.
I suoi 1.528 ettari — un settimo della superficie di Parigi intra muros o l'equivalente di una città come Nancy — si estendono su 7 comuni appartenenti a 2 dipartimenti:
| Essonne             | 61,7% | Val-de-Marne      | 38,3% |
| ------------------- | ----- | ----------------- | ----- |
| Paray-Vieille-Poste | 27,4% | Villeneuve-le-Roi | 22,5% |
| Wissous             | 15,5% | Orly              | 15,8% |
| Athis-Mons          | 13,6% |                   |       |
| Chilly-Mazarin      | 2,8%  |                   |       |
| Morangis            | 2,4%  |                   |       |

## Storia e date

### Gli inizi
Port-Aviation, installato a Viry-Châtillon, sul bordo della Senna, fu uno dei primi aerodromi organizzati al mondo. Vi si tenne la gran parte dei meeting aerei dell'epoca. Il sito dell'attuale aeroporto di Orly, il tavolato di Longboyau, era al tempo occupato da campi. Questi campi servivano da terreno di soccorso per Port-Aviation, per esempio durante le inondazioni del 1910 che lo resero inutilizzabile. All'inizio della prima guerra mondiale, il sito, facilmente raggiungibile e accessibile, servì da terreno di soccorso agli aerei alleati, e gli agricoltori del tavolato li videro spesso atterrare.
Il primo gennaio 1918 il ministero della difesa requisì undici ettari sul tavolato di Longboyau, e vi installò un hangar. Fu l'inizio del campo di aviazione di «Orly - Villeneuve». Sempre più aerei furono inviati al fronte da questo terreno. Il 31 marzo 1918 durante la prima guerra mondiale, gli Stati Uniti d'America stabilirono la loro base aerea sul tavolato di Orly. Divenne una zona militare, dove francesi, belgi e statunitensi convissero fino al 1919.

### Dopo il 1918

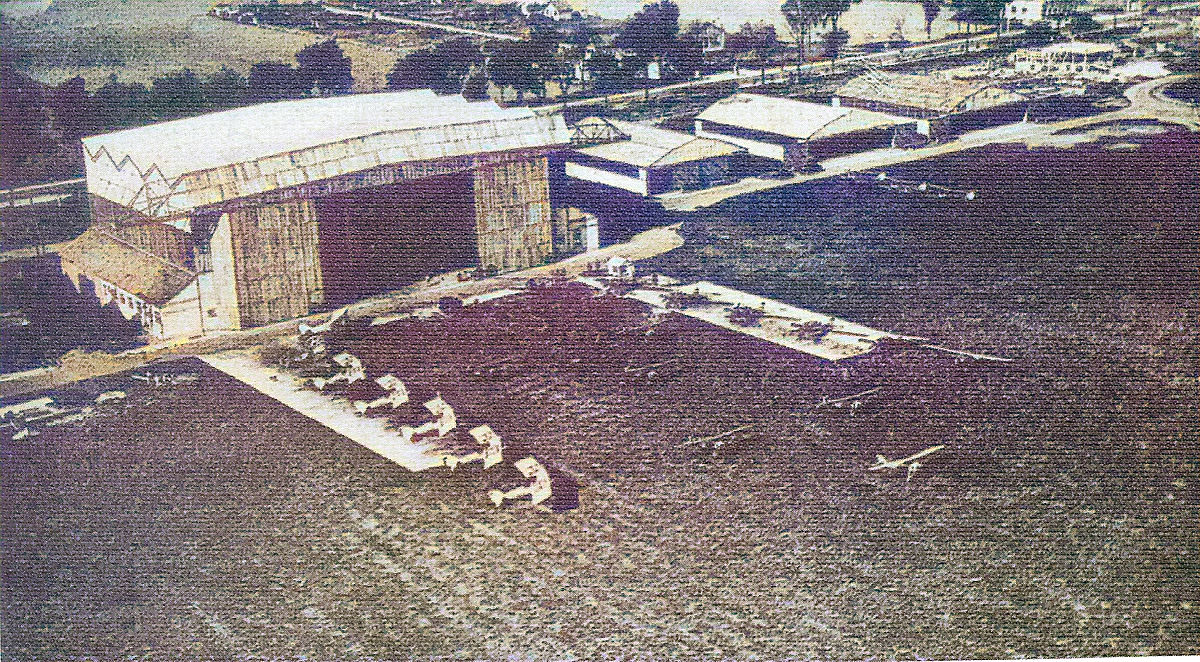
L'aerodromo di Orly verso il 1926.

Dopo la prima guerra mondiale, fu utilizzato per scopi militari dalla Marine nationale. Due immensi hangar furono costruiti per accogliere i dirigibili, ceduti a titolo d'indennità di guerra dalla Germania alla Francia. Ma i dirigibili furono perduti nel Mar Mediterraneo, e gli hangar successivamente occupati dagli aerei. Il pilota Henri Guillaumet è stato formato alla scuola militare di Orly.
Un aeroporto civile era già presente a nord del sito ed accoglieva degli aerei civili. Molte scuole di volo si installarono a Orly, come quella di Charles Nungesser, nella quale l'aviatrice Hélène Boucher fece i suoi primi voli. Il terreno accolse inoltre la gran parte degli incontri aeronautici dell'epoca.
Durante la seconda guerra mondiale, il terreno fu inizialmente attaccato dalla Luftwaffe, quindi divenne una base militare tedesca. Fu sistematicamente bombardato dall'aviazione alleata, e il 23 agosto 1944 l'US Air Force si installò a Orly. Fu allora che l'antica torre di controllo venne costruita, visibile ancora oggi.

### Il dopo-guerra

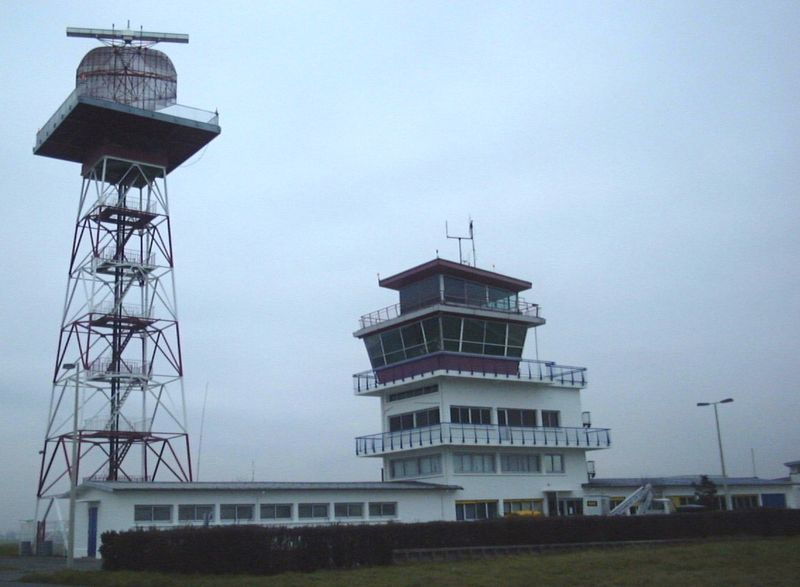
Antica torre di controllo di Orly, ancora visibile oggi. Il radar TA23 a sinistra non esiste più, è stato smontato per essere rimpiazzato da un radar STAR 2000.

Nel 1945 fu creata la società Groupe ADP, incaricata di sfruttare gli aeroporti intorno a Parigi. Il 7 novembre 1946 gli statunitensi restituirono la gestione dell'aeroporto alla Francia. Fu costruito un terminale provvisorio, subito accanto all'antica torre di controllo, come la pista 3 lunga 2.100 metri. Nel 1948 fu inaugurato il terminale nord, oggi non più esistente. L'aeroporto di Bourget restò ancora per un po' di tempo, l'aeroporto principale di Parigi. Il salone dell'aeronautica di Parigi si tenne ad Orly.
Nel 1947 la marina torna ad Orly. Nel 1950 si svolse l'ultimo meeting aereo sul sito. Ma da questo momento il bisogno di un nuovo aeroporto civile vicino a Parigi ne determinò lo sviluppo, e la predominanza definitiva dell'attività civile. Air France lasciò l'aeroporto di Bourget per Orly il 28 novembre 1952. L'aeroporto di Bourget recuperò il meeting aereo, divenuto in seguito il famoso Salone internazionale dell'aeronautica e dello spazio di Parigi-Le Bourget. In quell'anno, con 1,2 milione di passeggeri, Orly accolse già il doppio dei passeggeri dell'aeroporto di Bourget. L'era della marina si concluse il primo marzo 1954. Orly divenne allora un aeroporto interamente civile.
L'esercito francese e quello statunitense continuarono comunque a utilizzare qualche volta l'aeroporto di Orly. Per esempio, è da Orly che partirono le ultime truppe francesi per l'Indocina, il 3 maggio 1954.

### Il terminal Sud, le «domeniche a Orly»

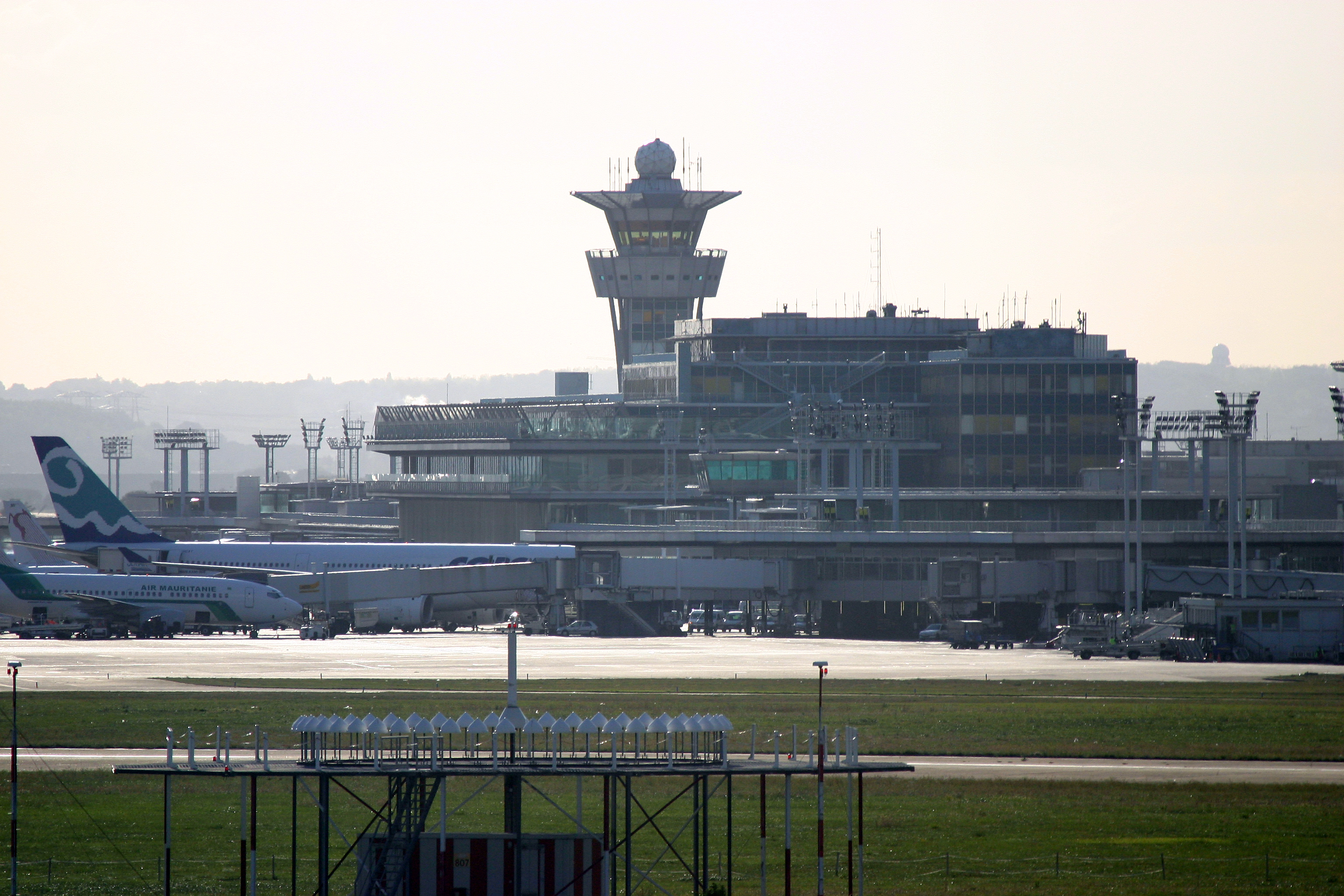
Vista sul terminal Sud e la torre di controllo. In primo piano, si può vedere il VOR/DME OL dell'aeroporto. Al di sopra della torre di controllo, si può vedere il radome che ospita il radar di suolo Astre 2000.

Il terminal Sud (1957-1960) consacrò un profondo cambiamento. È stato ufficialmente inaugurato il 24 febbraio 1961 dal generale de Gaulle. La sua architettura è innovativa. Per poter ingrandire l'aeroporto, numerosi terreni sono stati requisiti, e hanno continuato ad esserlo negli anni seguenti.
Negli anni seguenti, il terminal Sud venne visitato da turisti che venivano a passare le loro « domeniche a Orly ».
Numerosi esercizi commerciali situati nell'aeroporto, che accoglieva tra l'altro un cinema con due sale cinematografiche, attirarono turisti e abitanti del luogo. Una celebre canzone di Gilbert Bécaud parla di queste « domeniche a Orly ». Il terminal Sud è emblema di lusso e modernità, una vetrina della Francia e un simbolo del jet-set, che non smette di far sognare. Talvolta si incontravano famosi divi che si facevano fotografare. Nel 1963, l'aeroporto ebbe più di tre milioni di visitatori non passeggeri, diventando il monumento più visitato della Francia, davanti alla Torre Eiffel. Il numero di turisti raggiunse anche i quattro milioni nel 1965.
L'aeroporto si attrezzò progressivamente di installazioni adeguate. Nel 1953 venne installato il primo radar. Nel 1957 è stato installato un VOR, permettendo un avvicinamento più preciso all'aeroporto, con grande soddisfazione dei residenti che si lamentavano del rumore.
Il 3 giugno 1962 un Boeing 707 noleggiato dalla Air France e con destinazione Atlanta si schiantò durante il decollo. 132 persone si trovavano a bordo: 130 morirono. I soli sopravvissuti furono due hostess che erano sedute nella parte posteriore. Rimasero solo leggermente ferite. All'epoca fu il record del maggior numero di morti nell'incidente di un solo aereo.
L'aumento del traffico fu tale che il terminale sud accolse 6 milioni di passeggeri nel 1965 e 9 milioni nel 1969, più di metà oltre la sua capacità teorica. Nel 1966 fu inaugurato una nuova torre di controllo a Orly, tuttora in servizio. Nello stesso periodo una nuova pista, la pista 4, fu costruita. Il trasferimento delle tratte internazionali a Rungis favorì la crescita delle attività di carico.
Ma la forte urbanizzazione dei dintorni parigini rese difficile la coabitazione tra i residenti e l'aeroporto. Il coprifuoco notturno dalle 23:30 alle 6:00 del mattino entrò in vigore nel 1968 per decisione ministeriale.

### A partire dagli anni '70
Per far fronte ad un traffico passeggeri sempre più in crescita, si è provveduto nel 1967 alla costruzione del terminal Ovest, anch'esso concepito da Henri Vicariot. Il terminal è entrato in funzione il 26 febbraio 1971, dopo 40 mesi di lavori. Fu concepito con una pianta innovativa per l'epoca: le partenze al primo piano e gli arrivi al pian terreno. Il terminal ha subito numerose modifiche nel corso degli anni.
L'aeroporto di Orly manca comunque dello spazio materiale per ingrandirsi considerato che la zona limitrofa è già fortemente urbanizzata e i terreni limitrofi limitati. Per far fronte all'annunciata saturazione dello scalo, l'aeroporto di Roissy diventa operativo dal 1974.
L'11 luglio 1973, un Boeing 707 della compagnia brasiliana Varig, in viaggio sulla rotta Rio-Parigi, si schianta al suolo vicino ad Orly dopo che a bordo si era propagato un incendio. Si contano 123 morti delle 134 persone a bordo.
Il 3 marzo 1974, il volo 981 della Turkish Airlines diretto a Londra, si schianta sulla foresta di Ermenonville, poco dopo aver decollato da Orly. L'incidente, conosciuto con il nome di catastrofe di Ermenonville, fu dovuto alla non corretta chiusura del portellone. La decompressione fece esplodere il McDonnell Douglas DC-10 e portò alla morte di tutti i 346 passeggeri a bordo.

### A partire dagli anni '90
Nel 1991 viene creato l'Orlyval, metropolitana che collega l'aeroporto alla stazione di Antony e utilizza il sistema di trasporto VAL (trasporti) che fu messo a punto per la metropolitana di Lilla ed è oggi ancora usato a Rennes, a Tolosa, negli Stati Uniti, a Roissy CDG, e Torino. Quell'anno, l'aeroporto di Roissy trasportò più passeggeri di Orly, e gli fu data priorità di sviluppo.
Dopo la metà degli anni novanta, l'aeroporto di Orly cambia vocazione. Diventa un aeroporto, principalmente per passeggeri, con destinazioni nazionali, europee, ma anche con destinazione Maghreb, Medio-Oriente, e DOM-TOM francesi. I voli a lungo raggio e transatlantici vengono progressivamente dirottati all'aeroporto di Roissy, così come gran parte dell'attività di trasporto merci. Tale vocazione è rafforzata con la creazione della Piattaforma di corrispondenza di Air France che creò delle navette regolari con destinazione Tolosa, Nizza, Bordeaux e Marsiglia. Le navette frequenti e le compagnie low-cost aprono poco a poco il trasporto aereo a sempre maggiori fette di popolazione e lo rendono più facile.

### Attentati terroristici
Il 13 gennaio 1975 ha luogo un famoso attentato a Orly. Dei terroristi sostenuti dal FPLP, con a capo il celebre Carlos, sparano con un lanciarazzi su un aereo della compagnia israeliana El Al, ma lo mancano. Un aereo iugoslavo è colpito, causando 3 feriti. La terrazza di Orly Sud sarà chiusa al pubblico in seguito a tale avvenimento. Progressivamente, molte compagnie lasciano Orly per Roissy. Poco a poco, l'aeroporto perde la sua frequentazione turistica, e il cinema viene definitivamente chiuso nel 1982. È la fine delle «domeniche a Orly».
Il 19 gennaio 1975, Carlos torna con altre due persone. Attaccano l'aeroporto e prendono due persone in ostaggio. Chiedono e ottengono un aereo per partire verso Baghdad. Tale attacco ha causato 21 feriti.
Il 20 maggio 1978, una sparatoria scoppia nella zona internazionale dell'aeroporto di Orly Sud causando la morte di quattro persone, tra cui i tre terroristi.
Il 12 giugno 1980, Action directe commette un attentato contro il deposito bagagli dell'aeroporto, ferendo 8 persone.
Il 15 luglio 1983 il gruppo terrorista armeno ASALA, compie un attentato al bancone della compagnia aerea Turkish Airlines, ferendo 55 persone e causando la morte di 8.

## Statistiche e dati generali

### In grafico
Questo grafico non è disponibile a causa di un problema tecnico.
Si prega di non rimuoverlo.
Vedi la query Wikidata di origine.

### L'aeroporto in cifre
- 270 imprese che rappresentano circa 25.000 salariati.
- 70.000 m² di magazzini merci, 100.000 m² di uffici.
- Circa 15.000 posti di parcheggio, suddivisi in 14 aree.
- 3 piste, di cui 2 sono equipaggiate per l'atterraggio di III categoria.
- 2 radar al suolo, e 2 radar d'avvicinamento.
- 1 balise VOR/DME.

## Trasporti
I mezzi per accedere all'aeroporto sono aumentati dalla sua apertura. Ad oggi vi si può accedere:

### Ferrovia
- RATP:
  - Metro 14 : capolinea sud, centro di Parigi in 25 minuti
  - Linea RER B + Orlyval (collegamento con la stazione di Antony)
  - Linea RER C + navetta Paris par le train (collegamento con la stazione di Pont de Rungis - Aéroport d'Orly)
  - Orlyval consente anche la connessione tra il Terminal Sud e il Terminal Ovest
  - Tram T7: Villejuif-Louis Aragon-Métro - Aéroport d'Orly (Terminal Sud) - Athis-Mons Porte de l'Essonne

### Autobus
- RATP:
  - 183: Porte de Choisy-Métro - Aéroport d'Orly (Terminal Sud)
  - Noctilien 22: Châtelet – Aéroport d'Orly (Terminal Sud) – Juvisy-sur-Orge RER
  - Noctilien 31: Gare de Lyon - Aéroport d'Orly (Terminal Sud)
  - Noctilien 131: Gare de Lyon - Aéroport d'Orly (Terminal Ovest e Sud) - Brétigny RER
  - Noctilien 144: Gare de l'Est - Aéroport d'Orly (Terminal Sud) - Corbeil Essonnes RER
- Air France:
  - Linea 1: gare Montparnasse - porte d'Orléans - aéroport d'Orly (Ouest e Sud)
  - Linea 1*: Étoile - Invalides - gare Montparnasse - porte d'Orléans - aéroport d'Orly (Ouest e Sud)
  - Linea 3: aéroport Charles de Gaulle (CDG1 e CDG2) - aéroport d'Orly (Ouest e Sud)
- Jetbus: Villejuif (stazione della metro «Louis Aragon») e Paris-Orly
- Navetta Val d'Europe Airports (VEA): Disneyland Resort Paris - Aéroport Orly
- Eure&Loir Express: Chartres - Massy - Orly

## Apparizioni
Libri e romanzi
- 1955: Escale à Orly, di Riess Curt.
- 1997: Orly Sud, di François Migeot (ISBN 2-7384-6535-8).
- 1998: Orly Base Marine, de l'Amicale des Anciens Marins des Aéroports de l'Île-de-France

Riprese
Film
- 1948: Con gli occhi del ricordo (Aux yeux du souvenir), di Jean Delannoy.
- 1956: Le Chanteur de Mexico, di Richard Pottier.
- 1957: Cenerentola a Parigi (Drôle de frimousse), di Stanley Donen.
- 1960: Fino all'ultimo respiro (À bout de souffle), di Jean-Luc Godard.
- 1961: Le cave se rebiffe, di Gilles Grangier.
- 1962: La jetée, di Chris Marker.
- 1964: Insieme a Parigi (Paris - When It Sizzles), de Richard Quine.
- 1964: La calda amante (La peau douce), di François Truffaut.
- 1965: Tre gendarmi a New York (Le Gendarme à New York), di Jean Girault.
- 1966: Le grandi vacanze )Les Grandes Vacances), di Jean Girault.
- 1967: Tempo di divertimento (Playtime), di Jacques Tati.
- 1968: La Chamade, di Alain Cavalier.
- 1969: Il clan dei siciliani (Le Clan des Siciliens), di Henri Verneuil.
- 1972: L'attentato (L'Attentat), di Yves Boisset.
- 1972: Alto biondo e... con una scarpa nera (Le Grand Blond avec une chaussure noire), di Yves Robert.
- 1973: Le folli avventure di Rabbi Jacob (Les Aventures de Rabbi Jacob), di Gérard Oury.
- 1973: Il serpente (Le Serpent), di Henri Verneuil.
- 1974: Le Retour du grand blond, di Yves Robert
- 1977: Aurais dû faire gaffe, le choc est terrible, di Jean-Henri Meunier.
- 1980: C'est pas moi, c'est lui, di Pierre Richard.
- 1981: La Capra (La Chèvre), di Francis Veber.
- 1982: Rock'n Torah / Le Préféré, di Marc André-Grynbaum.
- 1983: Attention ! Une femme peut en cacher une autre, di Georges Lautner.
- 1984: L'amico sfigato (Marche à l'ombre), di Michel Blanc
- 1991: L'Opération Corned-Beef, di Jean-Marie Poiré
- 1998: Restons groupés, di Jean-Paul Salomé
- 1999: Une journée de merde, di Miguel Courtois
- 2000: Stand by, di Roch Stephanik.
- 2002: Parlez-moi d'amour, di Sophie Marceau.
- 2002: Baciate chi vi pare (Embrassez qui vous voudrez), di Michel Blanc.
- 2005: Ma vie en l'air, di Rémi Bezançon
- 2006: Truands, di Frédéric Schoendoerffer.

Secondo la Guide du film français, l'aeroporto di Orly ha avuto le riprese di otto lungometraggi per il solo anno 2004.

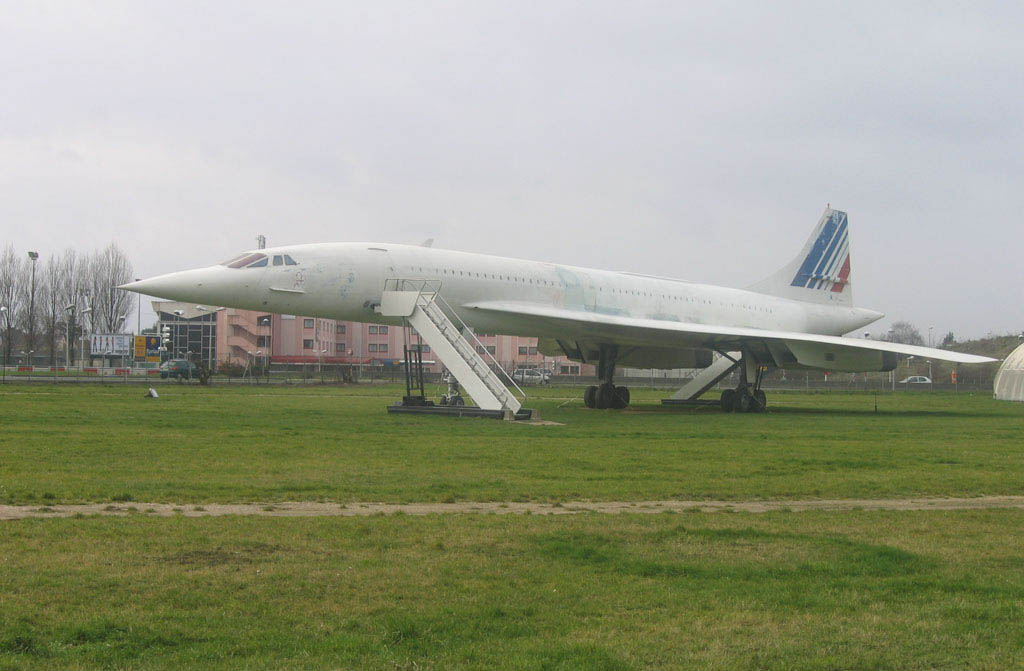
Concorde 102 visibile al musée Delta all'aeroporto di Parigi-Orly.

## Galleria d'immagini

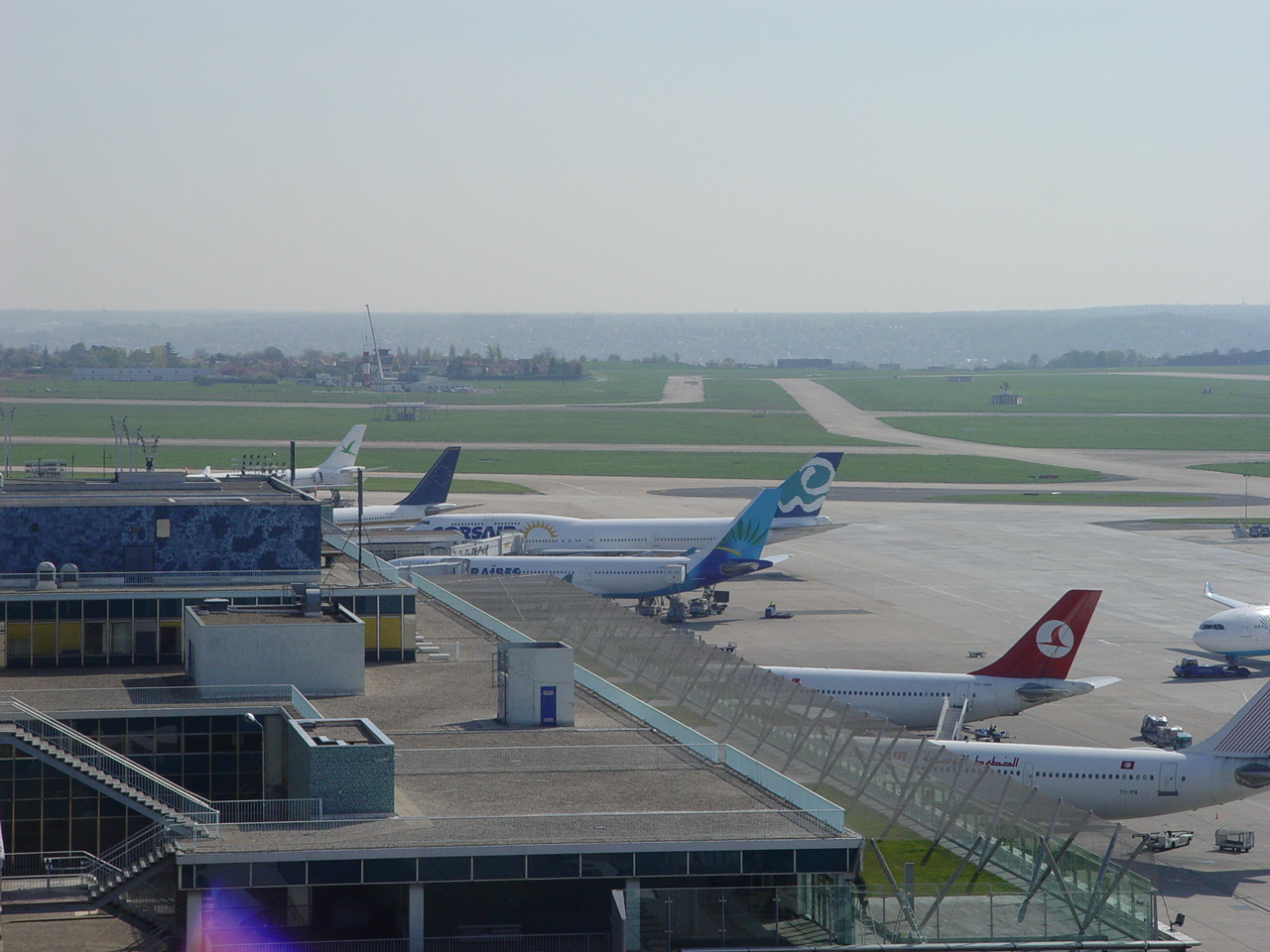
Vista sui tetti di Orly Sud e sugli aerei nei parcheggi. Al centro, possiamo vedere il B747 registrato F-GSUN, riconoscibile da un sole dipinto sulla fusoliera.
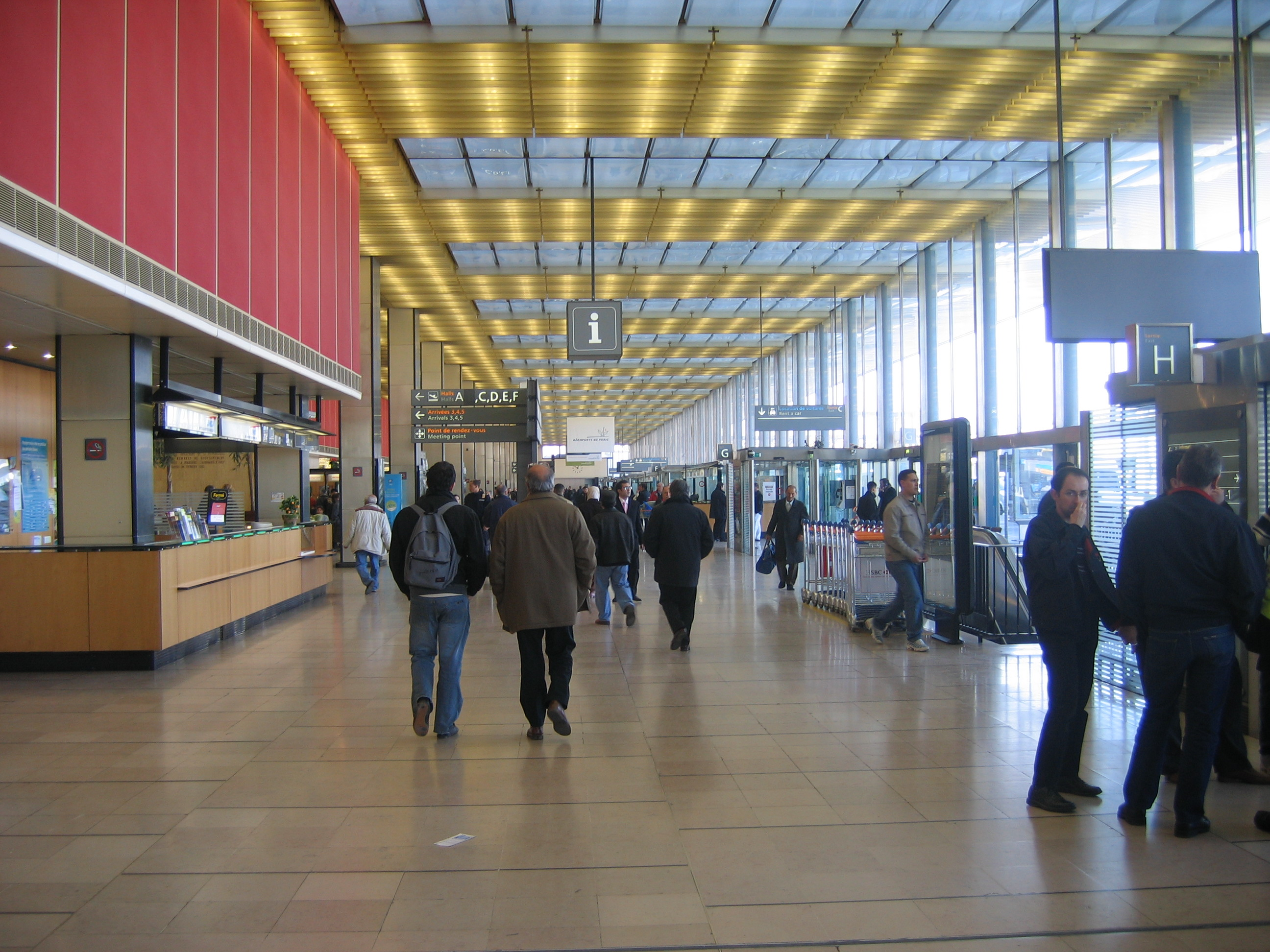
Piano terra dell'aerostazione Orly Sud.
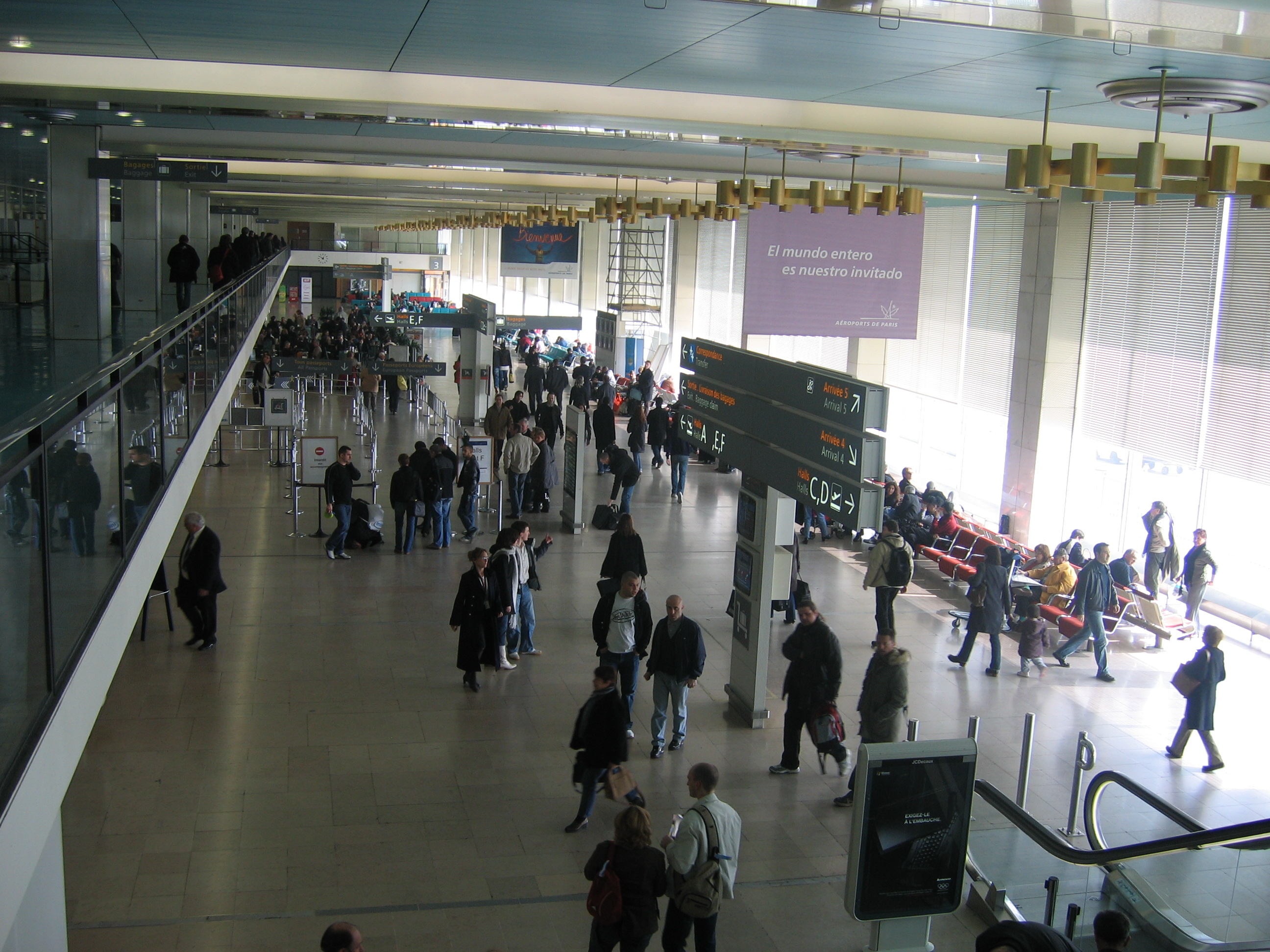
Primo piano dell'aerostazione Orly Sud.
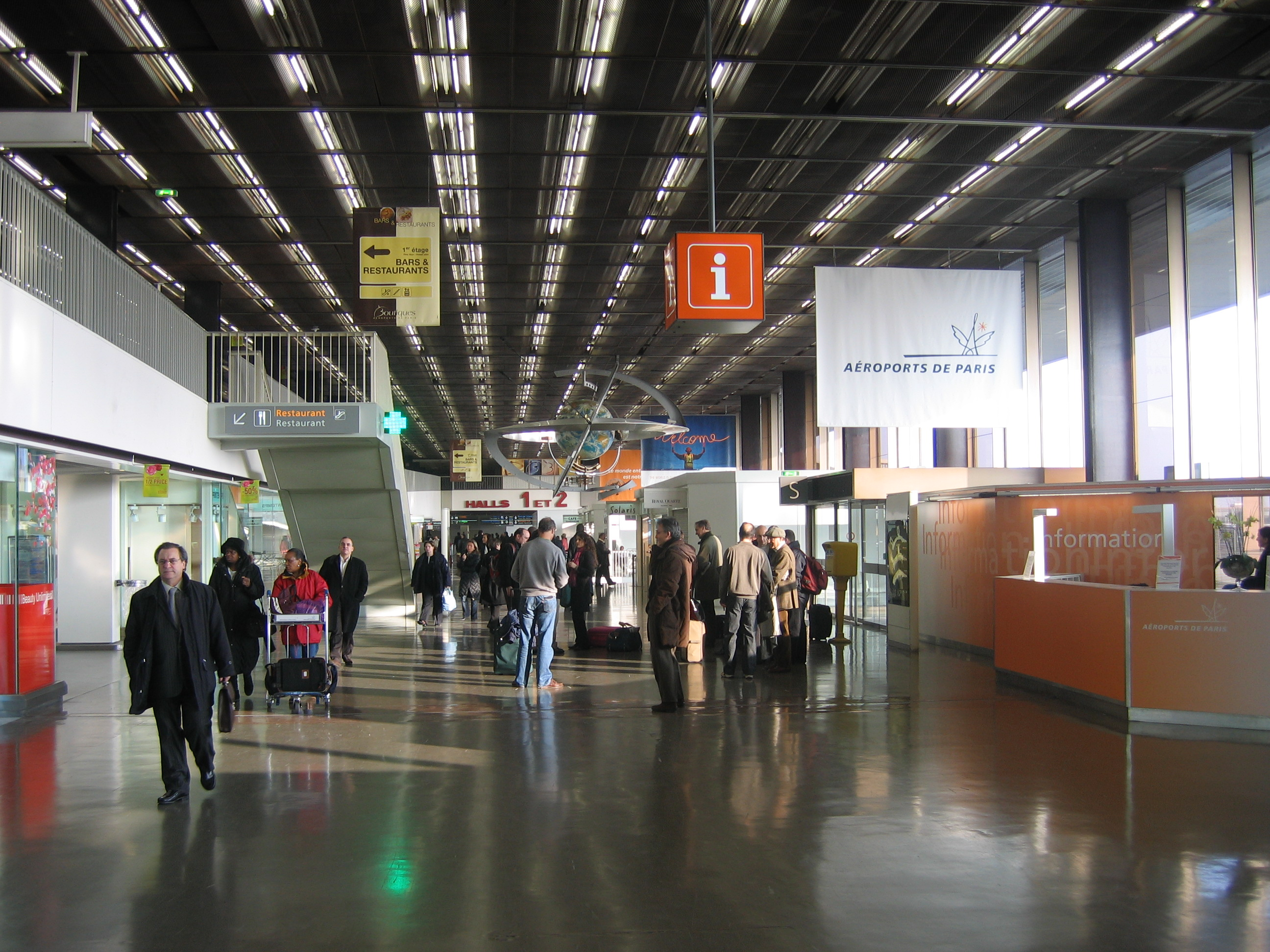
Primo piano di Orly Ovest. Al centro si può vedere il famoso globo di Orly Ovest, denominato « l'Astrolabe ».
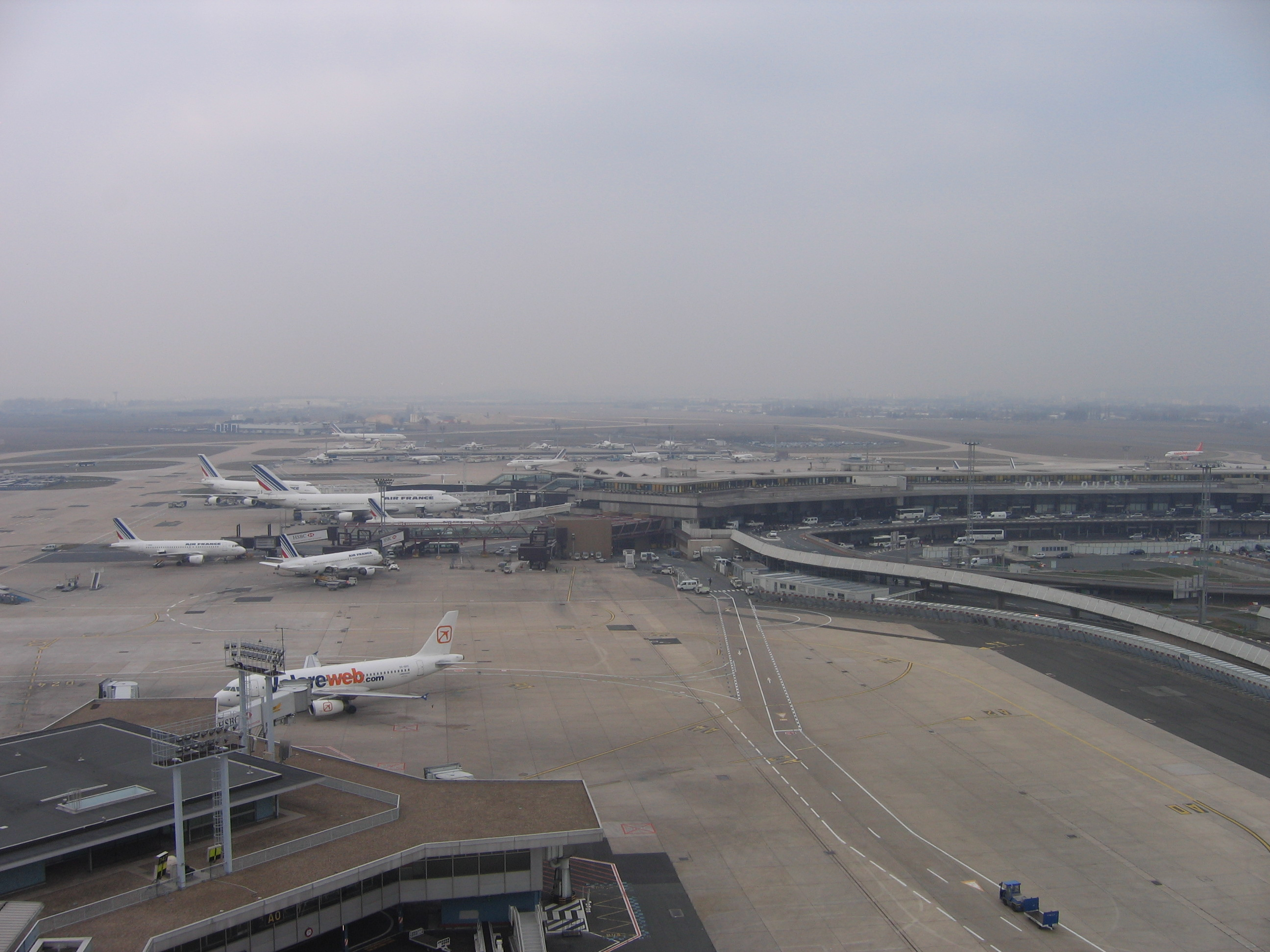
Vista sull'aerostazione di Orly Ovest.
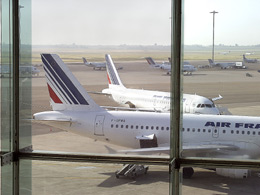
Vista sull'asfalto di Orly.
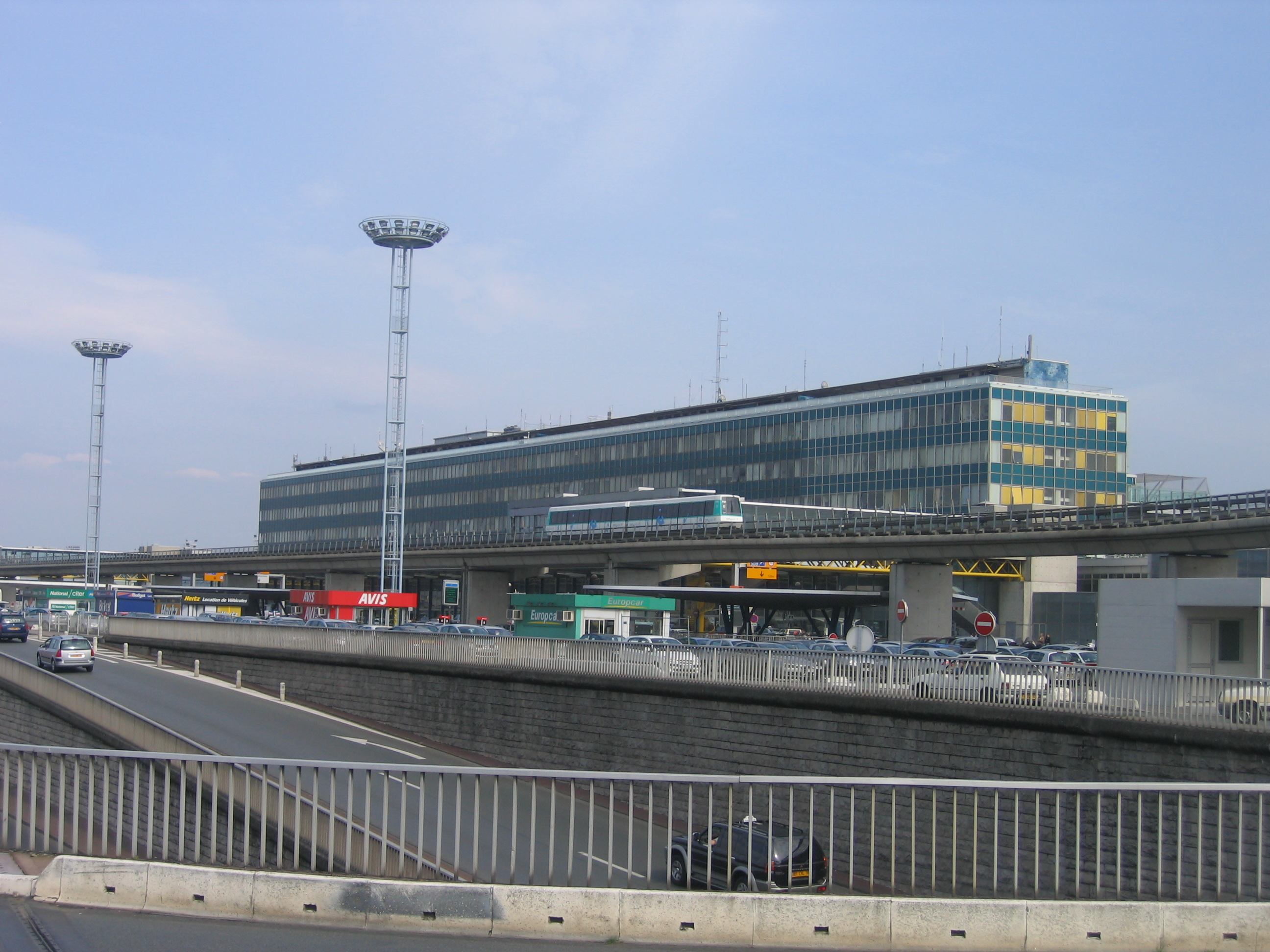
L'Orlyval di fronte all'aerostazione di Orly Sud
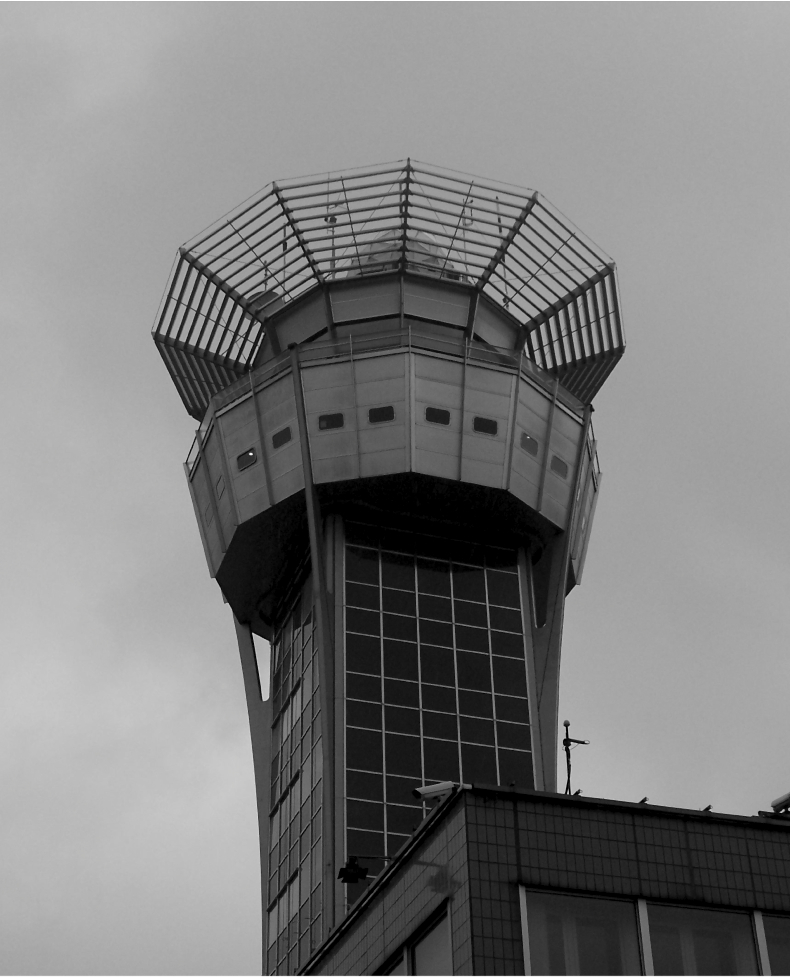
La torre di controllo di Orly Sud